# Permutáció
Az absztrakt algebrában és a kombinatorikában egy {\displaystyle A} halmaz permutációján annak önmagára vett bijektív leképezését értjük. Bár időnként beszélünk végtelen halmazok permutációiról, {\displaystyle A} a legtöbb vizsgálatban véges, és így permutáción {\displaystyle A} elemeinek egy meghatározott átrendezését vagy sorbarendezését értjük.
Ha például {\displaystyle A} egy csomag kártya, akkor a kártyák megkeverésével {\displaystyle A} egy permutációját állítjuk elő. Hasonlóképpen, ha {\displaystyle A} elemei egy futóverseny résztvevői, akkor a verseny minden lehetséges végeredménye {\displaystyle A} egy permutációját képviseli.
Példa: Hányféleképpen sorakozhatnak fel egy egyenes sorban egy 26 fős osztály tanulói? Az osztálynak mint 26 elemű halmaznak 26! permutációja van (26 faktoriális), azaz ennyiféle sorrend lehetséges.

## A permutációk megadása
A permutációk vizsgálatakor az n elemű {\displaystyle A} halmaz elemeit gyakran az első n pozitív egész számmal azonosítjuk. {\displaystyle A}-nak egy f permutációját úgy adhatunk meg, hogy zárójelben, egymás alá írva, sorba rendezve felsoroljuk az értelmezési tartományát és az értékkészletét. Például n=5 esetén az f(1)=5, f(2)=2, f(3)=1, f(4)=3, f(5)=4 permutációt a következő rövidebb alakban adhatjuk meg: 

.
Még rövidebb, ha az elemeknek a séma felső sorában szereplő „természetes sorrendjét” is elhagyjuk, és csak a képelemeket írjuk ki: (5, 2, 1, 3, 4). Ez utóbbit néha a permutáció „Descartes-féle alakjának” nevezik

## A permutációk száma
Egy n elemű halmaz permutációinak számát általában {\displaystyle P_{n}}-nel jelöljük. {\displaystyle P_{n}=}{\displaystyle n!}. Ez azért van, mert az 1 képe n különböző érték lehet, ezek mindegyikéhez n-1 különböző értéket választhatunk a 2 képéül a fennmaradó számokból, ezek mellé a párok mellé n-2-féleképpen választhatjuk a 3 képét, és így tovább. Az n darab szám képeként tehát n(n-1)(n-2)...1=n!-képpen választhatjuk meg a rendezett értékeket.
A jobb oldali táblázat az {1,2,3,4} számok 4!=24 darab permutációját sorolja fel.
A permutációk számára vonatkozó képlet segítségével több elemi kombinatorikai problémát is megoldhatunk.

### Az ismétléses permutációk száma
Ismétléses permutáció alatt néhány, egymástól nem feltétlenül különböző dolognak a sorba rendezését értjük. Ha egy n elemű multihalmazban s különböző elem fordul elő, mégpedig az i-edik fajta elem ki-szer (és így n=k1+k2+...+ks), akkor a multihalmaz összes ismétléses permutációinak a száma:
{\displaystyle P_{n}^{\left(k_{1};k_{2};\ldots k_{s}\right)}={\frac {n!}{k_{1}!\cdot k_{2}!\cdot \ldots \cdot k_{s}!}}}.
Példa: Hányféleképpen lehet sorba rendezni az a, a, a, b, c, c, d, d betűket? Itt n=8 elemünk van, s=4 fajta, a betűből k1=3, b betűből k2=1, c és d betűkből k3=k4=2 darab, így a képlet alapján {\displaystyle P_{8}^{\left(3;1;2;2;\right)}={\frac {8!}{3!\cdot 1!\cdot 2!\cdot 2!}}=1680} sorrend lehetséges.
Alkalmanként annak az {\displaystyle A} halmaznak, amelynek a permutációit vizsgáljuk, bizonyos elemeit megkülönböztethetetlennek tekintjük. Ilyen eset áll elő például, ha egy édességes zacskóban háromféle cukorkából van összesen 30 darab, vagy ha két egyforma csomag kártyát egybekeverünk. Ha {\displaystyle n} elem között találunk {\displaystyle k_{1},k_{2},\ldots ,k_{m}} egymással megegyezőt, akkor {\displaystyle n} elem {\displaystyle k_{1},k_{2},\ldots ,k_{m}}-ed rendű ismétléses permutációjának nevezzük. Ezeknek számára a {\displaystyle P_{n}^{k_{1},k_{2},\ldots ,k_{m}}} szimbólumot szokás használni.
{\displaystyle P_{n}^{k_{1},k_{2},\ldots ,k_{m}}={\frac {n!}{k_{1}!k_{2}!\ldots k_{m}!}}}. Ennek belátásához lássuk el különböző indexszel az ismétlődő elemeket, hogy felhasználhassuk az ismétlés nélküli permutációk számának meghatározására vonatkozó képletet: {\displaystyle P_{k_{1}}=k_{1}!}, {\displaystyle P_{k_{2}}=k_{2}!}, {\displaystyle \ldots }, {\displaystyle P_{k_{m}}=k_{m}!}. Így megkaptuk az olyan permutációk számát, amelyek megegyeznek egymással (hiszen az indexszel ellátott tagok valójában megegyezők), tehát ezen értékek a szorzatával le kell osztanunk a permutációk számát.
Az {\displaystyle {1,2,2,3,3}} számjegyekből alkotható ötjegyű számok száma például {\displaystyle P_{5}^{1,2,2}={\frac {5!}{1!2!2!}}={\frac {120}{1\cdot 2\cdot 2}}=30}

### Ciklikus permutációk
Ciklikus permutáció pl.: n számú vendéget hányféleképpen lehet egy kör alakú asztalnál sorba rendezni? 
 A megoldás: (n – 1)!

### A binomiális együtthatók
Gyakran merül föl az a kérdés, hogy egy n elemű halmazból hányféleképpen választható ki k elem. Ezt az n-től és k-tól függő számot az {\displaystyle n \choose k} (kiolvasva: n alatt a k) szimbólummal jelöljük. Nevezetes tény, hogy {\displaystyle {n \choose k}={\frac {n!}{k!(n-k)!}}}. Ezt az alábbiak alapján úgy láthatjuk be, hogy meggondoljuk: itt a kiválasztott k elemet és a ki nem választott n-k elemet egyaránt megkülönböztethetetlennek tekintjük, tehát valójában egyszerűen a {\displaystyle P_{n}^{k,n-k}} kiszámítását kell elvégeznünk. Az {\displaystyle n \choose k} szimbólumok szerepet játszanak a kéttagú (idegen szóval binom) összegek hatványainak kiszámításában, ezért ezeket hagyományosan binomiális együtthatóknak nevezzük.

## Fontosabb permutációelméleti fogalmak
- inverziószám: Adott {\displaystyle n} különböző elem. Vegyük egy permutációját ennek az {\displaystyle n} elemnek és legyen ez a természetes sorrend. Ha vizsgálunk egy permutációban két elemet, meg tudjuk mondani, hogy melyik elem áll előrébb. Nevezzük ezt a két elem viszonyának. A két elem inverzióban áll, ha a vizsgált permutációban és a természetes sorrendben különbözik a viszonyuk. Az inverzióban álló elempárok száma az inverziószám.
- Permutációk paritása megegyezik az inverziószám paritásával (tehát, ha egy permutációban páros sok inverzió van, a permutációt párosnak nevezzük, ellenkező esetben páratlannak).
- Permutációs rejtjel: A permutációs kód vagy permutációs rejtjel a klasszikus titkosírás egyik rejtjelezési eljárása.

## Permutációcsoportok
Az n elem feletti permutációk csoportját az n elemű szimmetrikus csoportnak nevezik és nagyon gyakran {\displaystyle S_{n}}-nel jelölik. Mivel egy tetszőleges csoport összes elemének egy adott elemmel végzett megszorzása a csoport elemeinek egy permutációját adja, a szimmetrikus csoport bármely más csoportot képes „szimulálni”, azaz bármely n elemű csoport izomorf egy legfeljebb n! elemű szimmetrikus csoport valamely részcsoportjával (Cayley-tétel).
Minden permutáció felbontható diszjunkt ciklikus permutációk szorzatára. Ez a felbontás a ciklushosszakat nézve egyértelmű: az azonos hosszú ciklusokból álló permutációk egymás konjugáltjai. Minden permutáció felbontható továbbá kettő hosszú ciklikus permutációk (cserék) szorzatára.
A páros permutációk is csoportot alkotnak, ez az alternáló csoport ({\displaystyle A_{n}}).

## Szakirodalom
- Solt György. Valószínűségszámítás, Bolyai könyvek. Budapest: Műszaki Könyvkiadó, 268. o. (1993). ISBN 9631097811